# MRI造影剤

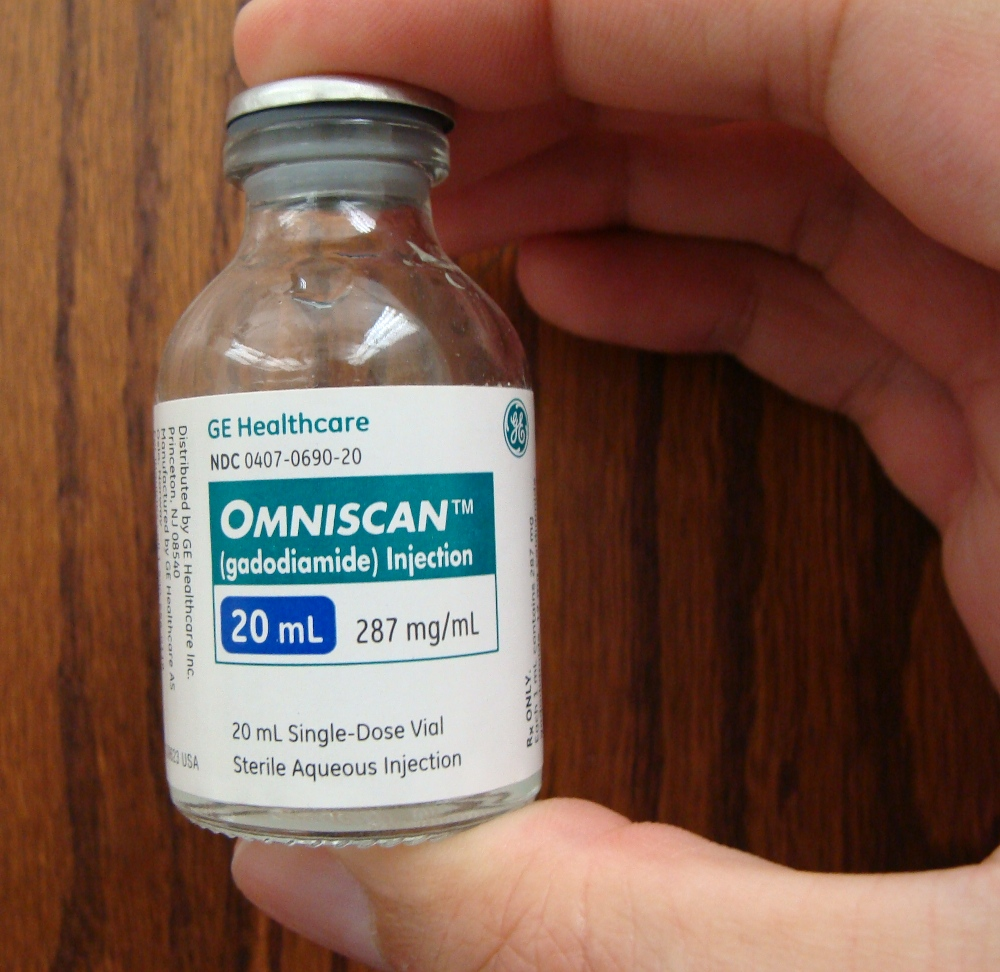
造影剤オムニスキャンの容器

MRI造影剤は、MRIにおける体内構造の可視性を向上するために使われる造影剤。コントラストの強調にはガドリニウムという化合物が最も一般的に使われる。このMRI造影剤は経口投与もしくは静脈投与（ANGIO）により体組織内の核の緩和時間を短縮する。

## 概要
MRIのスキャナの中では体の各部位が非常に強い磁場にさらされ、主に組織内の水の水素原子核（「スピン」）が磁場方向に分極される。水素原子核により生成された磁化は、スピン偏極を検出する受信コイル方向に傾ける強力な高周波パルスが印加される。核スピンの共鳴周波数と一致するランダムな分子回転振動により、印加磁場に沿って正味磁化を平衡状態へ戻す「緩和」機構が与えられる。受信側で検出するスピン偏極値を用いてMR画像を作るが、これはT1緩和時間と呼ぶ特有の時定数で減衰する。水のプロトンは異なる組織ごとに異なるT1値を持ち、これがMR画像におけるコントラストの主な要因である。通常、造影剤は周辺の水のプロトンのT1値短縮を起こすが、延長により画像内のコントラストに干渉するものもある。

## 種類
臨床に使われるほとんどのMRI造影剤は、周辺の造影剤との相互作用を介して組織内のプロトンのT1緩和時間を短縮することにより作用している。造影剤中の強い常磁性状態である金属イオンの熱運動は振動磁場を生成し、誘導分極の減衰率を高める緩和機構を与える。検査対象の組織の空間領域にわたるこの偏極の系統的サンプリングを基本要素とし、画像を構成する。
MRI造影剤はそのとき注目する対象に応じて血流への注入もしくは経口で投与することができる。経口投与は消化管のスキャンに向き、血管内投与はその他の組織のスキャンに有用であることがわかっている。2タイプの造影剤には常にバラエティが登場しスキャンを向上させている。
MRI造影剤は次に挙げる方法で分類される。
1. 化学組成
2. 投与経路
3. 磁気的特性
4. 画像における効果
5. 金属原子の存在および性質
6. 体内分布および適用性
  1. 細胞外液剤（別名、静脈内造影剤）
  2. 血液プール造影剤（別名、血管内造影剤）
  3. 臓器特異的造影剤（胃腸造影剤や肝胆道造影剤）
  4. 能動的ターゲッティング/細胞標識造影剤（腫瘍特異的造影剤）
  5. 応答造影剤（スマート造影剤、生物活性化造影剤とも）
  6. pH感受造影剤

### 常磁性ガドリニウム (Gd)

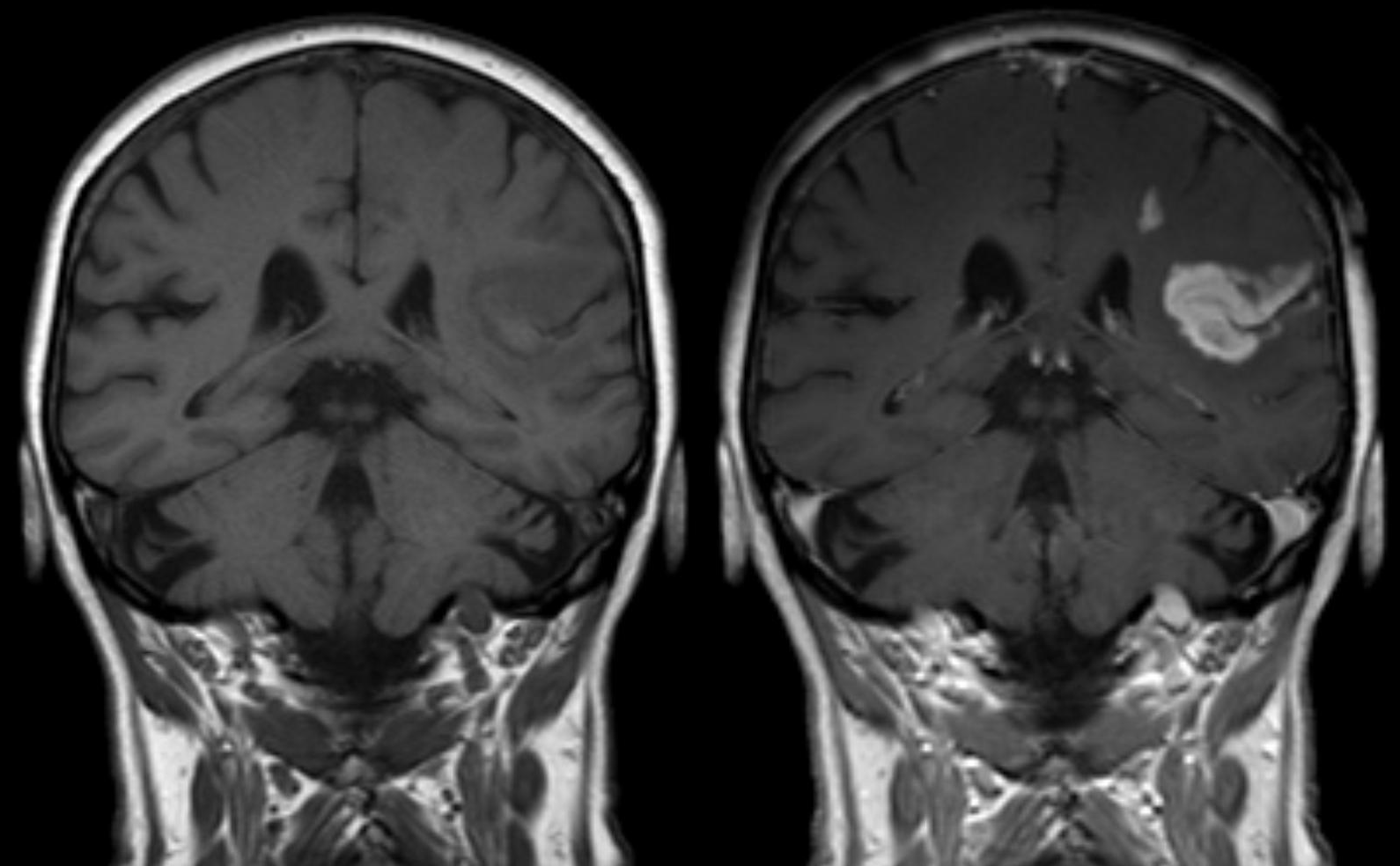
造影剤の画像への影響: 脳卒中後の血液脳関門の欠損を示すMRI画像のT_{1}強調。左:造影剤投与なし、右:投与あり

MRI造影剤に含まれるガドリニウム (III) （以下 Gd (III)）は略して「ガド」とも呼び、MRAにおける血管の強調、血液脳関門の悪化による脳腫瘍の強調に最も一般的に使われる。大動脈やその枝の太い血管に対しては Gd (III) の投与量は体重1kgあたり0.1 ミリモルと低量であるが、細い血管系の場合はそれよりも高い濃度で使われることがある。Gd (III) キレートは親水性であるため、正常な血液脳関門は通過しない。よってこれらは損傷した血液脳関門から Gd (III) が漏れ出す病変および腫瘍の強調に有用である。体の他の部位では Gd (III) は当初は循環系に残存し、その後は間質腔に分布もしくは腎臓により排出される。

#### 体の部位別の種類
Gd (III) 造影剤は次のように分けられる。以下、丸カッコ内は製品名。

##### 細胞外液造影剤
- gadoterate (Dotarem, Clariscan)
- gadodiamide (オムニスキャン)
- gadobenate (MultiHance)
- gadopentetate (マグネビスト)
- gadoteridol (プロハンス)
- gadoversetamide (OptiMARK)
- ガドブトロール (ガドビスト)[注釈 1]
- マグネスコープ
- gadopentetic acid dimeglumine (Magnetol)

##### 血液プール造影剤
- アルブミン結合ガドリニウム錯体
  - gadofosveset (Ablavar, formerly Vasovist)
  - gadocoletic acid
- 重合体ガドリニウム錯体
  - gadomelitol
  - gadomer 17

##### 肝胆道（肝臓）造影剤
- gadoxetic acid [注釈 2]は肝胆道造影剤として使われ、50%が肝臓に、50%が腎臓に吸収されて排出される。

#### ヒトの使用が認められた造影剤
2018年7月現在、9種類のガドリニウムを含む造影剤がさまざまな地域で販売されている。
欧州諸国
欧州医薬品庁(EMA)により以下の Gd キレート造影剤が承認された。
- gadoterate (Dotarem, Clariscan)
- gadodiamide (オムニスキャン)
- gadobenate (MultiHance)
- gadopentetate (マグネビスト、Magnegita、Gado-MRT ratiopharm)
- gadoteridol (プロハンス)
- gadoversetamide (OptiMARK)
- gadoxetate (Primovist)[注釈 2]
- ガドブトロール (Gadovist)[注釈 1]

アメリカ合衆国
アメリカ食品医薬品局 (FDA) により以下の Gd キレート造影剤が承認された。
- gadoterate (Dotarem)
- gadodiamide (オムニスキャン)
- gadobenate (MultiHance)
- gadopentetate (マグネビスト)
- gadoteridol (プロハンス)
- gadofosveset (Ablavar、旧称 Vasovist)
- gadoversetamide (OptiMARK)
- gadoxetate (Eovist)[注釈 2]
- ガドブトロール (Gadavist)[注釈 1]

#### ガドリニウム造影剤の安全性
アナフィラキシー反応はまれであり、およそ0.03–0.1%の確率で起こる。
ガドリニウム造影剤は他の造影剤と比較すると安全であるとみなされてきたが、リスクを指摘する研究結果も存在する。動物においては遊離 Gd (III) イオンは100–200 mg/kgで半数致死量を示すが、キレート化することにより半数致死量は100倍とヨウ素化X線造影剤化合物と同じくらいになる。MRI造影に使う Gd キレートのキャリア分子は大環状か直線構造か、またイオン性か否かにより分類できる。環状イオン性 Gd (III)  化合物は、Gd (III) イオンが放出される可能性が最も低いと考えられるため、最も安全である。
ガドリニウムは複数回のMRI後、たとえ長期間経ても体内に残ることが分かっている。ガドリニウム造影剤が人体に有害である証左は発表されていないものの、これらの残存により健康被害に結びつくかどうかは未知数である。FDAはガドリニウム造影剤の複数回使用に関しては、必要な情報を得た回で制限するように医師に求めている。
造影剤に含まれるガドリニウムへの曝露後の脳や他の組織における残存のエビデンスが重なると、欧州医薬品庁（EMAおよびヒト用医薬品委員会(CHMP)）による安全審査につながった。直接、腎機能が正常な患者の健康被害にはつながらないものの、ガドリニウムが低い結合親和性を有すると示される線状型キレート造影剤の静脈内投与による危険性を根拠に、全ての線状型 Gd キレート造影剤に関する市場認可が変更された。
アメリカ合衆国では、この研究によりFDAが全てのガドリニウム造影剤に対する警告クラスを修正した。ガドリニウム造影剤は、その残存を慎重に検討し、使用を決定するよう推奨している。生涯にわたり複数回の投与が必要な患者、妊娠中や小児の患者、炎症性疾患のある患者には特に注意が払われている。GBCA画像検査という特に間隔の狭いMRI検査の繰り返しは可能であれば最小限にとどめ、しかしながら必要な場合は回避したり延期したりしてはならない。

#### ガドリニウム造影剤の副作用
CTなどに用いられているヨード造影剤と比較して、ガドリニウム造影剤は安全性が高く、重篤な副作用はまれといって良いが、即時型副作用（概ね1時間以内に発生）が皆無であるわけではない。気分が悪くなったり、軽度のじんましんやかゆみなどを感じる場合がある。
2011年09月刊行の情報では、以下のように解説されている：
即時型副作用
- 軽度 - 悪心・軽度の嘔吐、蕁麻疹、掻痒感
- 中等度 - 重度の嘔吐、著明な蕁麻疹、気管支痙攣、顔面・喉頭浮腫、血管迷走神経発作
- 重度 - 低血圧性ショック、呼吸停止、心停止、痙攣

副作用が発生した場合の処置は、一般的な薬物等によるアナフィラキシー様反応の処置に準じる。
即時型副作用の危険因子
- 過去にガドリニウム造影剤に対する中等度以上の副作用が認められた場合には原則として再投与できない。
- 気管支喘息
- 治療を要するアレルギー疾患

亜急性期〜慢性期の副作用
腎臓病患者の Gd (III) キレートの使用は、まれではあるが重篤な合併症として、腎性全身性繊維症（Nephrogenic Systemic Fibrosis, NSF)、腎性線維化皮膚症 (nephrogenic fibrosing dermopathy )が挙げられ、原則として推算糸球体濾過量（eGFR）が30 mL/min/1.73 m2以下の場合には投与できない。

この全身性の疾患は丘疹性ムチン沈着症 (en) や、ある程度は強皮症に似ている。造影剤注射後、数か月を経て発症した例もある。 腎機能の低下した患者はNSFのリスクが高く、さらに透析患者はよりリスクが高い。現在、NSFは4種類のガドリニウムを含むMRI造影剤の使用と関連がある。2009年11月、WHOは「高リスクのガドリニウム含有造影剤 (Optimark、オムニスキャン、マグネビスト、Magnegita、Gado-MRT ratiopharm) は重度の腎臓の問題を抱えたり、肝臓移植の予定もしくは最近受けた患者、4週までの新生児では禁忌とする」と述べ、いくつかのガドリニウム造影剤の使用制限を発表した。

### 超常磁性酸化鉄 (SPIO)
2種類の酸化鉄造影剤すなわち超常磁性酸化鉄(SPIO)および超小型超常磁性酸化鉄(USPIO)が存在する。このタイプの造影剤は酸化鉄ナノ粒子の懸濁コロイドからなり、画像撮影中に注入すると、吸収した組織のT2信号を減少させる。SPIOとUSPIO造影剤は肝臓腫瘍強調においていくつかの成功事例がある。
- Feridex I.V. (製品名、Endorem、フェルモキシデス）2008年11月にAMAG Pharmaにより製造中止。
- Resovist (製品名、Cliavist）欧州市場で2001年に認可、2009年に製造中止[23]。
- Sinerem (製品名、Combidex) Guerbet社は2007年、販売承認申請を取り下げ[24]。
- Lumirem (製品名、Gastromark) 1996年にFDA認可を取得[25]、2012年に製造元が製造中止[26][27]。
- Clariscan (製品名、PEG-fero、Feruglose、NC100150) 商品化されないまま、安全性の懸念から2000年代初頭に開発中止[28]。2017年に GE ヘルスケアがガドテリン酸をガドテル酸メグルミンとして含む、大環状細胞外ガドリニウム造影剤を同名の「Clariscan」として発売[29]。

### 超常磁性鉄-プラチナ
超常磁性鉄-プラチナ粒子(SIPPs) はMRI造影剤として申請があり、一般的な酸化鉄ナノ粒子に比べT2緩和能が大幅に向上している。SIPPs をリン脂質でカプセル化し、ヒト前立腺がん細胞をターゲットとする多機能SIPPステルス免疫ミセル (stealth immunomicelles en) を作成した。しかし、これらはまだヒトでは試験されていない治験薬である。近年の研究において、多機能SIPPミセルが合成され、前立腺特異的膜抗原に対する単クローン抗体に結合された。複合体はin vitroでヒト前立腺がん細胞を特異的にターゲットとし、これらの結果はSIPPが将来的に腫瘍特異的造影剤としての役割を果たす可能性を示唆している。

### 常磁性マンガン
他のよく研究されている酸化鉄ベースのナノ粒子と異なり、マンガン (Mn) ベースのナノ粒子に関する研究は比較的、初期段階にある。Mn-DPDPのようなマンガンキレートはT1信号を強調し、肝病変の検出に使われている。このキレートは生体内でマンガンとDPDPに解離し、前者は細胞内に吸収され胆汁中に排泄され、後者は腎臓濾過により取り除かれる。
マンガンイオン (Mn2+) はしばしば動物試験において造影剤として用い、通常MEMRI (Manganese Enhanced MRI)と呼ばれる。Mn2+がCa2+チャネルを通って細胞に入ることができるため、機能的脳画像撮影に使われる。

### 造影剤の経口投与
多種多様な経口造影剤は消化管の画像を向上させる。これにはガドリニウムやマンガンのキレート、T1信号強調の鉄塩 (ヨウ化鉄) も含まれる。SPIO (超常磁性酸化鉄)、硫酸バリウム、空気や粘土がT2信号の低下に使われてきた。ブルーベリーや緑茶などのマンガン濃度の高い天然物もT1値によるコントラスト強調に使われる。
パーフルオロカーボンの一種であるperflubronは、小児画像撮影用の胃腸MRI造影剤として使われてきた。 この造影剤は体腔内の水素イオンの数を減らし画像上で暗く見えるようにする。

### タンパク質ベースのMRI造影剤
より最近の研究ではいくつかのアミノ酸がガドリニウムに結合できることに基づき、タンパク質ベースの造影剤の可能性が示唆されている。